# 錦州省

錦州省の地図（1938年）

錦州省（きんしゅう-しょう）は満洲国にかつて存在した省。現在の遼寧省西部に相当する。

## 歴史
1934年（康徳元年）12月1日、奉天省の錦県、錦西、興城、綏中、義県、北鎮、盤山、台安、黒山、彰武の10県及び熱河省の朝陽、阜新の2県に錦州省が新設され、省公署が錦県（1938年に錦州市となる）に設置された。1945年の満洲国崩壊に伴って消滅した。

## 下部行政区画
満洲国崩壊直前の下部行政区画
- 錦州市:1938年（康徳4年）12月1日、錦県より分割設置された。
- 阜新市:1941年（康徳7年）1月1日、阜新県阜新街に設置された。
- 錦県
- 錦西県
- 興城県
- 綏中県
- 義県
- 北鎮県
- 盤山県
- 台安県
- 黒山県
- 彰武県
- 土黙特右旗
- 土黙特中旗
- 土黙特左旗

## 歴代省長
特記なき場合『世界諸国の制度・組織・人事 : 1840-2000』による。
- 徐紹卿：1934年12月1日 - 1937年7月1日
- 王茲棟：1937年7月1日 - 1938年7月28日
- 姜恩之：1938年7月28日 - 1941年10月11日
- 王瑞華：1941年10月11日 - （終戦）